# Caso pertingente
El caso pertingente es un caso gramatical que se encuentra en el idioma tlingit . Se usa para decir que algo que está tocando otra cosa: por ejemplo, "el vaso tocando un mueble ", o "tocando el piso".
También se encuentra presente en el idioma archi.